# Nataliya Grygoryeva
Nataliya Grygoryeva (Unión Soviética, 3 de diciembre de 1962) fue una atleta soviética, especializada en la prueba de 100 m vallas en la que llegó a ser medallista de bronce mundial en 1991.

## Carrera deportiva
En el Mundial de Tokio 1991 ganó la medalla de bronce en los 100 metros vallas, con un tiempo de 12.69 segundos, llegando a la meta tras su compatriota Ludmila Narozhilenko y la estadounidense Gail Devers.